# متاحف إمارة الشارقة
الشارقة هي مدينة في الإمارات العربية المتحدة وعاصمة إمارة الشارقة وفيها ديوان الحاكم ومقره. هي أيضا العاصمة الثقافية لدولة الإمارات. ولهذا السبب نجد فيها الكثير من المتاحف التي تزخرفها وتحكي قصّة تاريخ له جذور، وقد كتب عنها الأستاذ سيف الدين عفانة مقالاً شاملاً في صحيفة آفاق الأثرية التي تصدر في ليبيا. ونذكر من مقاله الآتي:
''ومما يجذبنا لمتاحف الشارقة اعتبارات علمية بطبيعة الحال ولكن المكمّلات أيضا تجعل منها متاحف عالمية بطابعها العربي الإسلامي؛ فالمرافق مثلا تتعدد من الضروري كدورة المياه، والعصري كالدليل الصوتي، وأماكن صف السيارات إلى الكمالي مثل غرفة تغيير الأطفال، وغرفة الصلاة، ومدخل لمستخدمي الكراسي المتحركة المقهى... فالمتاحف إذ تمثل قيمة تاريخية وحضارية وفنية فالتقنيات المعاصرة خاصة إذا تحدثنا عن طرق العرض الإضاءة تزيد من القيمة الجمالية للمعروضات فتضفي عليها الرونق الذي من شأنه أن يرقى بشأن اللقى على مستوى التّلقّي. نضيف أن التفاسير المصحوبة مع كل قطعة تضع الزائرين في الإطار التاريخي المحدّد فتقدّم بذلك قيمة مهمة تسعى المتاحف إلى الحرص عليها ألا وهي الإضافة المعرفية".
وقد أعطى الكاتب فكرة على متاحف الشارقة المهمة على المستوى النوعي والكمّي. ونذكر منها الآتي:
- متحف الشارقة للفنون
- متحف الشارقة للخط
- متحف بيت النابودة
- متحف الشارقة للآثار
- حصن الشارقة
- مجلس المدفع

وغيرهم الكثير من المتاحف التي تعطي صورة على فسيفساء التاريخ التي تزخر بها الشارقة وبالتالي دولة الإمارات العربية المتحدة.

## وصلات خارجية
عامة:
- المتاحف على مشروع الدليل المفتوح
- لمحة تاريخية عن المتاحف
- المجلس الدولي للمتاحف الأفريقية (AFRICOM)
- المجلس الدولي للمتاحف (ICOM)
- أخبار المتاحف
- الشراكة بين متاحف الفنون نسخة محفوظة 28 أغسطس 2008 على موقع واي باك مشين.
- المتاحف الافتراضية (مركزARCO) نسخة محفوظة 7 أكتوبر 2008 على موقع واي باك مشين.
- VLmp دليل المتاحف نسخة محفوظة 26 أكتوبر 2008 على موقع واي باك مشين.
- متاحف العالم (صور مختارة)
- مقال للأستاذ سيف الدين عفانة في صحيفة آفاق الأثرية - العدد 19 - سنة 2014